# Polystachya sandersonii
Polystachya sandersonii är en orkidéart som beskrevs av William Henry Harvey. Polystachya sandersonii ingår i släktet Polystachya och familjen orkidéer. Inga underarter finns listade i Catalogue of Life.

## Bildgalleri

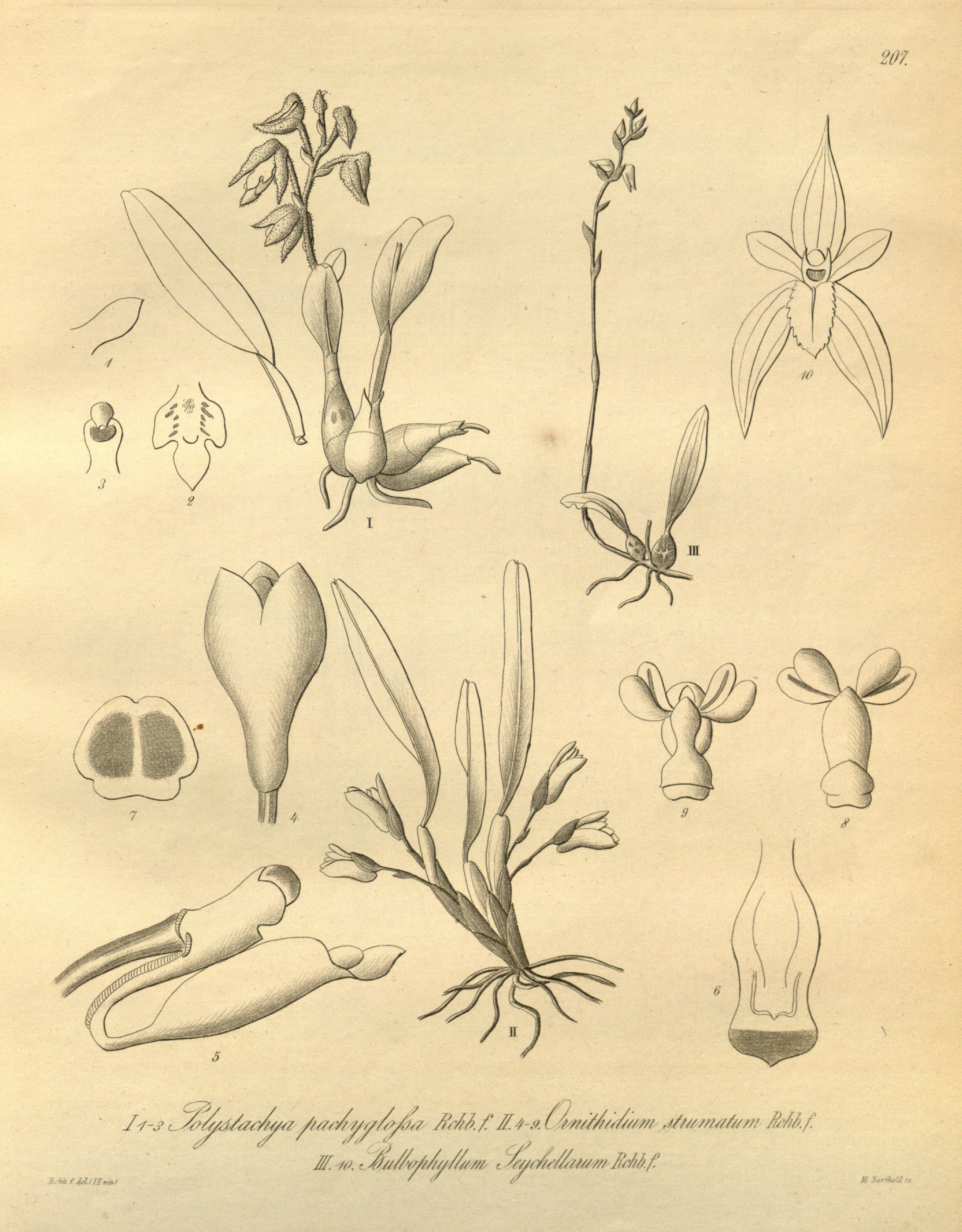